# Радостка
Радостка (слч. Radôstka) насељено је мјесто са административним статусом сеоске општине (слч. obec) у округу Чадца, у Жилинском крају, Словачка Република.

## Становништво
| Година:    | 1994. | 2004.   | 2014.   | 2024.   |
| ---------- | ----- | ------- | ------- | ------- |
| Број људи: | 852   | 886     | 829     | 770     |
| Разлика:   |       | +3,99 % | -6,43 % | -7,11 % |

| Година:    | 2023. | 2024.   |
| ---------- | ----- | ------- |
| Број људи: | 779   | 770     |
| Разлика:   |       | -1,15 % |

Према подацима о броју становника из 2024. године насеље је имало 770 становника.